# Ґабріелла Віллемс
Ґабріелла Віллемс (фр. Gabriella Willems; 1 липня 1997, Льєж, Бельгія) — бельгійська дзюдоїстка, бронзова призерка Олімпійських ігор 2024 року.

## Виступи на Олімпіадах
| Олімпіада  | Дисципліна | Місце |
| ---------- | ---------- | ----- |
| Париж 2024 | до 70 кг   | 3     |

## Зовнішні посилання
- Ґабріелла Віллемс на сайті International Judo Federation (англійська)
- Ґабріелла Віллемс на сайті JudoInside.com (англійська)
- Ґабріелла Віллемс на сайті AllJudo.net (французька)
- Ґабріелла Віллемс на сайті Olympics.com (англійська)